# Bandit Big Rig Series

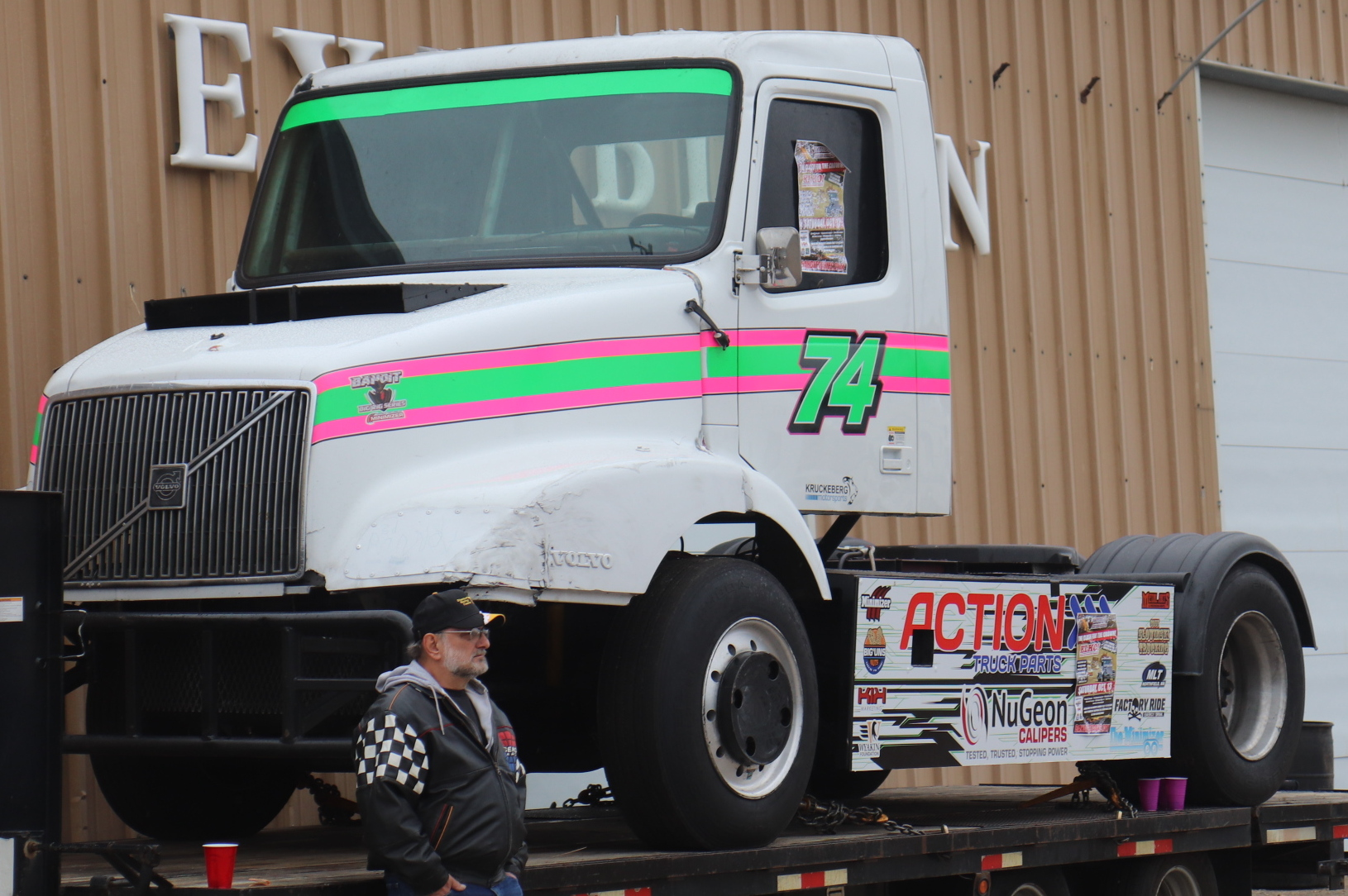
Camión de Mark Noble, subcampeón de la Bandit Big Rig Series en 2018 y 2019.

Las Bandit Big Rig Series es una competición de automovilismo de la modalidad de carreras de camiones que se celebra en Estados Unidos. La competición tiene la particularidad de que se corre en circuitos ovales, todos ellos short-tracks (circuitos de menos de 1 milla de extensión). Fue creada en 2017 para llenar un vacío que existía en el automovilismo estadounidense tras la desaparición de las carreras de la GATR.

## Formato de competición
Toda la actividad de cada una de las rondas del campeonato se celebran el mismo día, desde las primeras horas de la mañana, hasta ya entrada la noche. Cada día de carreras hay distintas pruebas en las que compiten todos los participantes de cada ronda.  Además, a diferencia de otras competiciones donde sólo se puntúa a través de la carrera, aquí también se conceden puntos en la sesión de clasificación. En ésta puntúan todos los camiones que ocupen las primeras cuarenta posiciones.
Después de ésta se celebran las Heat Races, donde puntuan sólo diez camiones. Después se corren los Shootout, un tipo de carrera donde corren uno contra uno y sólo suma puntos (uno sólo punto) el ganador de éste. Tras éstos se corren las Challenges Races, con veinte camiones en zona de puntos. Finalmente se corre la carrera final, con todos los camiones, en la que se decide el ganador de la ronda y puntúan los treinta y seis primeros camiones.

## Puntos obtenidos por los pilotos[3]

### Sesión de clasificación
| Posición | 1º | 2º | 3º | 4º | 5º | 6º | 7º | 8º | 9º | 10º | 11º | 12º | 13º | 14º | 15º | 16º | 17º | 18º | 19º | 20º | 21º | 22º | 23º | 24º | 25º | 26º | 27º | 28º | 29º | 30º | 31º | 32º | 33º | 34º | 35º | 36º | 37º | 38º | 39º | 40º |
| Puntos   | 40 | 39 | 38 | 37 | 36 | 35 | 34 | 33 | 32 | 31  | 30  | 29  | 28  | 27  | 26  | 25  | 24  | 23  | 22  | 21  | 20  | 19  | 18  | 17  | 16  | 15  | 14  | 13  | 12  | 11  | 10  | 9   | 8   | 7   | 6   | 5   | 4   | 3   | 2   | 1   |

### Heat Races
| Posición | 1º | 2º | 3º | 4º | 5º | 6º | 7º | 8º | 9º | 10º |
| Puntos   | 10 | 9  | 8  | 7  | 6  | 5  | 4  | 3  | 2  | 1   |

### Shootuot
| Posición | 1º | 2º |
| Puntos   | 10 | 0  |

### Challenges Races
| Posición | 1º | 2º | 3º | 4º | 5º | 6º | 7º | 8º | 9º | 10º | 11º | 12º | 13º | 14º | 15º | 16º | 17º | 18º | 19º | 20º |
| Puntos   | 20 | 19 | 18 | 17 | 16 | 15 | 14 | 13 | 12 | 11  | 10  | 9   | 8   | 7   | 6   | 5   | 4   | 3   | 2   | 1   |

### Main-Feature Race
| Posición | 1º | 2º | 3º | 4º | 5º | 6º | 7º | 8º | 9º | 10º | 11º | 12º | 13º | 14º | 15º | 16º | 17º | 18º | 19º | 20º | 21º | 22º | 23º | 24º | 25º | 26º | 27º | 28º | 29º | 30º | 31º | 32º | 33º | 34º | 35º | 36º |
| Puntos   | 40 | 35 | 34 | 33 | 32 | 31 | 30 | 29 | 28 | 27  | 26  | 25  | 24  | 23  | 22  | 21  | 20  | 19  | 18  | 17  | 16  | 15  | 14  | 13  | 12  | 11  | 10  | 9   | 8   | 7   | 6   | 5   | 4   | 3   | 2   | 1   |

## Campeones
| Año  | Campeón        | Camión    |
| ---- | -------------- | --------- |
| 2017 | Ricky Proffitt | Peterbilt |
| 2018 | Ricky Proffitt | Peterbilt |
| 2019 | Ricky Proffitt | Peterbilt |

## Estadísticas

### Títulos ganados por pilotos
| Piloto         | Total | Temporadas       |
| -------------- | ----- | ---------------- |
| Ricky Proffitt | 3     | 2017, 2018, 2019 |

### Pilotos con más victorias
| Equipo            | Victorias |
| ----------------- | --------- |
| Ricky Proffitt    | 10        |
| Tommy Boileau     | 4         |
| Allen Bolles      | 3         |
| Mike Morgan       | 3         |
| Justin Ball       | 2         |
| Mark Noble        | 2         |
| Tim Ashley        | 1         |
| Marshall Davies   | 1         |
| Robbie Decker     | 1         |
| Jonathon Lisenbee | 1         |
| Bendegúz Molnar   | 1         |
| Darren Proffitt   | 1         |
| Mike Ward         | 1         |
| Luke Whitmare     | 1         |